# Sparreholm
Sparreholm – miejscowość (tätort) w Szwecji, w regionie administracyjnym (län) Södermanland (gmina Flen).
Sparreholm jest położony nad jeziorem Båven, w środkowej części prowincji historycznej (landskap) Södermanland, ok. 45 km na północ od Nyköping. Miejscowość leży przy skrzyżowaniu dróg krajowych nr 53 (Riksväg 53; Oxelösund – Eskilstuna) i 57 (Riksväg 57; Järna – Katrineholm).
Historia miejscowości związana jest z przebiegającą przez nią linią kolejową. Sparreholm rozwinął się jako osada kolejowa przy linii Västra stambanan (Sztokholm – Göteborg), otwartej w 1862 r.
Na północ od miejscowości położony jest zamek Sparreholm (Sparreholms slott). Część znajdującej się w rękach prywatnych posiadłości jest udostępniona zwiedzającym. W obrębie parku jest zlokalizowane m.in. muzeum zabytkowych samochodów.
W 2010 r. Sparreholm liczył 741 mieszkańców.